# Congrés de la Somàlia Unificada
El Congrés de la Somàlia Unificada (CSU) és un partit polític de Somàlia basat en el grup de clans hawiye.
Els primers grups armats dels hawiye es van formar al clan saleban, subclan dels habar gedir entre el 1983 i el 1986. Però la primera milícia autentica es va formar a Balli Dhuumoodle (entre Galkacyo i la frontera d'Etiòpia) el 1988, integrada principal per membres del subclan saad dels habar gedir als que es van unir els guerrillers dels saleban i desertors hawiye de l'exèrcit nacional. Els atacs de les forces de Siad Barre no van aconseguir liquidar-los.
Una reunió de membres del grup hawiye de diversos països (Europa, Estats Units, Emirats Àrabs) van viatjar a Roma per constituir una organització política dels hawiye el gener del 1989 i es va fundar el Congrés de la Somàlia Unificada que fou registrat com a partir a Roma l'1 de febrer de 1989 per Hussein Ahmed Mohamed, Abdi Hilowle Hassan, Hassan Mohamud Moheddin i Hassan Omar Mohamed. El principal impulsor fou el doctor Omar Muhamad Hasan, que vivia a Roma des de feia 30 anys.
Però dins el moviment hi havia dos punts de vista bàsics: els que volien compatir el poder amb Barre i els que el volien fer fora. La segona tendència es va imposar i el president (Ali Wardhigley) i tres vicepresidents (de 4) eren d'aquesta tendència. Wardhigley havia estat membre fins llavors membre del Moviment Nacional Somali on va arribar a la vicepresidència (el càrrec més alt que va arribar a ocupar un no issaq).
El milicians de Balli Dhuumoodle van acceptar aquesta organització com a representant dels hawiye però no van rebre instruccions precises ni ajut material. Una manifestació contra Barre es va fer a Mogadiscio el 14 de juliol de 1989 i els hawiyes i van participar contribuint al seu èxit. També a l'exèrcit es van produir desercions especialment al territori on viuen els Hawiye.
Una mica després Ismael Jimaale, advocat, president del residents hawiye i membre del subclan abgaal, va fundar una secció clandestina del moviment a Mogadiscio. Jimaale va demanar al general Mohamed Farah Hassan àlies Aydid, que era ambaixador de Somàlia a l'Índia, que s'unís al moviment per dirigir les seves forces militars; Aydid va acceptar l'oferta i va desertar.
Després d'un any Aydid va convocar a un Congrés de reorganització a Mustahil a la regió del riu Shabele, en territori etíop just després de travessar la frontera de Belet Huen (maig i juny de 1990) i al congrés van assistir: una delegació d'exiliats, un comitè del Moviment Nacional Somali front sud, una delegació de les milícies de Balli Dhuumoodle, una delegació de milicians establerts a Hanan-Weilood, una delegació de guerrilles de les regions de Galgadud i Mogadiscio, i independents. El Congrés va elegir a Aydid com a president i es va proposar suprimir els quarters de Roma i fixar el quarter general a les zones alliberades.
Es van estructurar tres corrents: la primera entorn del general Aydid sota la direcció del Dr. Jimaale, operant a Etiòpia i progressivament a l'interior de Somàlia; la segona que tenia la seva base a Mogadiscio i incloïa membres fundadors del grup; i la tercera, amb seu a Roma, formada pels expatriats.
Les activitats d'Aydid a la zona central i les del Moviment Nacional Somali al nord van aconseguir debilitar al règim de Barre. El desembre de 1990 una revolta popular a Mogadiscio instigada per la secció del CSU a la capital que havia format una petita milícia, va contribuir molt a la caiguda de Barre. Fou aquesta secció de Mogadiscio qui al fugir Barre el gener de 1991 va proclamar a l'empresari hoteler Mohamed Ali Mahdi com a president interí i va provocar la lluita entre les faccions que abans combatien en comú. De fet Aydid i Mahdi van formar dos grups separats que es van enfrontar militarment el novembre de 1991 i després d'això Mahdi va convocar un congrés o conferència dels seus seguidors (27 a 30 de gener de 1992) en què Aydid fou destituït com a President i substituït per Mohamed Qanyare Afrah, un home de negocis de Mogadiscio del subclan murasade dels hawiye, clan que inicialment havia estat neutral (un altre clan neutral, els hawadle no eren del grup Hawiye) però que el vicesecretari general de l'ONU, James Joanh, per un error diplomàtic (3 de gener de 1992) va impulsar a unir-se a Mahdi. Els murasade i els abgaal, principals suports de Mahdi, vivien a Mogadiscio i a la costa cap al nord de la ciutat fins Harardhere (aquest territori és un 3% de Somàlia). Aydid va rebutjar aquest congrés i va continuar proclamant-se president del USC; havia convocat un congrés que l'havia reelegit amb dos terços dels vots. Els enfrontaments entre les dues faccions van ser forts durant el 1992.
El Mahdi va buscar aliats i va formar l'Aliança de Salvació de Somàlia (ASS) amb dotze grups més. Aydid va formar la seva pròpia aliança, el 12 d'agost de 1992, amb quatre grups que es van reunir a Bardera i van formar l'Aliança Nacional Somali o ANS (el Moviment Nacional Somali del Sud, la facció del general Aydid del CSU, la facció de Jess de Moviment Patriòtic de Somàlia, i la facció de Nur Aliyou del Moviment Democràtic de Somàlia). Aquest grup es va assegurar el control de la major part del centre de Somàlia, des de Galkacyo fins prop de la frontera de Kenya. L'abril del 1992 el contraatac dels lleials a Barre dirigits pel general Morgan, havia avançat cap a Mogadiscio i van ocupar Bardera (octubre de 1992) i van impedir l'estructuració d'una administració per part de les faccions de l'ANS o l'ASS. La conferència d'Addis Abeba a la que les dues faccions van prendre part, no va tenir resultats positius.
Les lluites entre les diverses faccions havien portat la fam al país. L'abril l'ONU va fer la primera operació amb l'enviament de queviures que foren llançats des d'un nombre d'avions. El 9 de desembre les forces de l'ONU, quasi totes soldats americans, van desembarcar i van iniciar l'operació "Restaurar l'Esperança". Un dels objectius de les forces de l'ONU era la captura del general Aydid, considerat el principal obstacle per la pau. L'operació per la seva captura va produir l'anomenada batalla de Mogadiscio (després primera batalla de Mogadiscio) i va portar el 1994 a la decisió americana de retirar-se. Les darreres forces de l'ONU van sortir del país el 3 de març del 1995. El juny Aydid també es va proclamar president com el seu rival Mahdi. Les lluites entre les dues faccions van culminar amb la mort d'Aydid el 2 d'agost del 1996 en un combat als carrers. El seu fill Hussein Mohamed Farah Aydid junior, fou designat com a president del Congrés de la Somàlia Unificada-Aliança Nacional Somali i com a president de Somàlia (4 d'agost). En l'acord de pau del 3 de gener de 1997 Hussein Aydid no hi va participar; Mahdi fou nomenat membre d'un Consell Nacional de Salvació, una mena de presidència col·legiada de cinc membres. Finalment els dos rivals van signar la declaració del Caire (22 de desembre de 1997) per la qual ambdós renunciaven a la presidència, però no per això es va establir un govern d'unitat ni es van aturar els enfrontaments.
El 20 de març de 1998, Ali Mahdi Mohamed i Hussein Farrah Aydid jr, van establir un pla de pau que preveia compartir el poder a Mogadiscio, posant fi a lluites faccionals que havien durant 7 anys. Musa Sudi Yalahow, lloctinent de Mahdi, s'hi va oposar i va tenir el suport de la facció de Osman Ali Atto i Hussein Haji Bod, separada d'Aydid el 1991 i aliada fins llavors al Mahdi. Va esclatar la lluita entre milicians lleials a cadascun fins a un alto el foc el 15 de març que es va trencar el 17 i es va restablir el 18. Yalahow prengué el control de la radio i altre equipament del seu rival i abans cap.
La Conferència Nacional de Pau de Somàlia també coneguda com a Conferència de Djibouti o Procés d'Arta (ja que es va fer a la localitats d'Arta a Djibouti) es va celebrar entre el 20 d'abril i el 5 de maig del 2000. La conferència va crear el Govern Nacional de Transició (GNT) però Aydid junior la va boicotejar. Ara també la facció ASS es mostrava contrària a aquest procés, i Yalahow va buscar l'aliança amb Aydid; en canvi el seu lloctinent Omar Muhamoud Finish era partidari del Govern Nacional de Transició (GNT).
Les faccions oposades al GNT encapçalades per Aydid van formar el 2002 una mena de contragovern, de fet només una aliança temporal, coneguda com a Consell de Reconciliació i Restauració de Somàlia. L'ASS va esclatar en dos faccions dirigides per Yalahow i Finish. La facció d'Ato es va aliar ara amb Aydid. Le lluita entre Finish i Yalahow va ser intensa a Mogadiscio.
Hussein Aydid, Yalahow, Finish, Osman Ali Atto, Mohamed Qanyare Afrah i Ali Mahdi es van integrar (cadascun al capdavant de la seva facció i milícia) al Govern Federal de Transició (TFG) el novembre del 2004. Davant l'augment del poder de les Corts Islàmiques de Somàlia el 2005, aquestos i altres senyors de la guerra de Mogadiscio van formar l'Aliança per la Restauració de la Pau i Contra el Terrorisme, finançada pels Estats Units, que va patir nombroses derrotes el 2006 i va acabar perdent Mogadiscio el 5 de juny d'aquest any. Quan les forces etíops van reconquerir Mogadiscio per al GFT (29 de desembre del 2006), els senyors de la guerra van retornar a la ciutat (gener del 2007). Yalahow, Finish, Atto, Afrah, van desarmar les seves milícies i van quedar al servei del GFT, però Hussein Aydid no va acceptar el desarmament. El setembre es va aliar a les Corts Islàmiques de Somàlia i va formar l'Aliança pel Nou Alliberament de Somàlia amb una participació del 25% als seus òrgans.